# Elecciones generales de San Martín de 2003
Elecciones generales tuvieron lugar en Sint Maarten en 2003. El resultado fue una victoria para el Partido Democrático, el cual obtuvo seis de los once escaños en el Consejo de la Isla.

## Resultados
| Partido                             | Votos  | %   | Escaños | +/– |
| ----------------------------------- | ------ | --- | ------- | --- |
| Partido Democrático                 | 4 919  |     | 6       | –1  |
| Alianza Patriótica de Sint Maarten  |        |     | 4       | 0   |
| Alianza Progresiva Popular          | 1 158  |     | 1       |     |
| Partido Popular Nacional            | 378    |     | 0       |     |
| Partido Popular Alternativa Seria   | 206    |     | 0       | 0   |
| PPLP                                | 96     |     | 0       |     |
| Partido Democrático Nacional        | 21     |     | 0       |     |
| Votos en blanco/nulos               |        | –   | –       | –   |
| Total                               |        | 100 | 11      | 0   |
| Electores registrados/participación | 11 055 |     | –       | –   |
| Fuente: Election Passport           |        |     |         |     |